# Notoceras
Notoceras là chi thực vật có hoa trong họ Cải.